# Gonçalo Ribeiro Telles

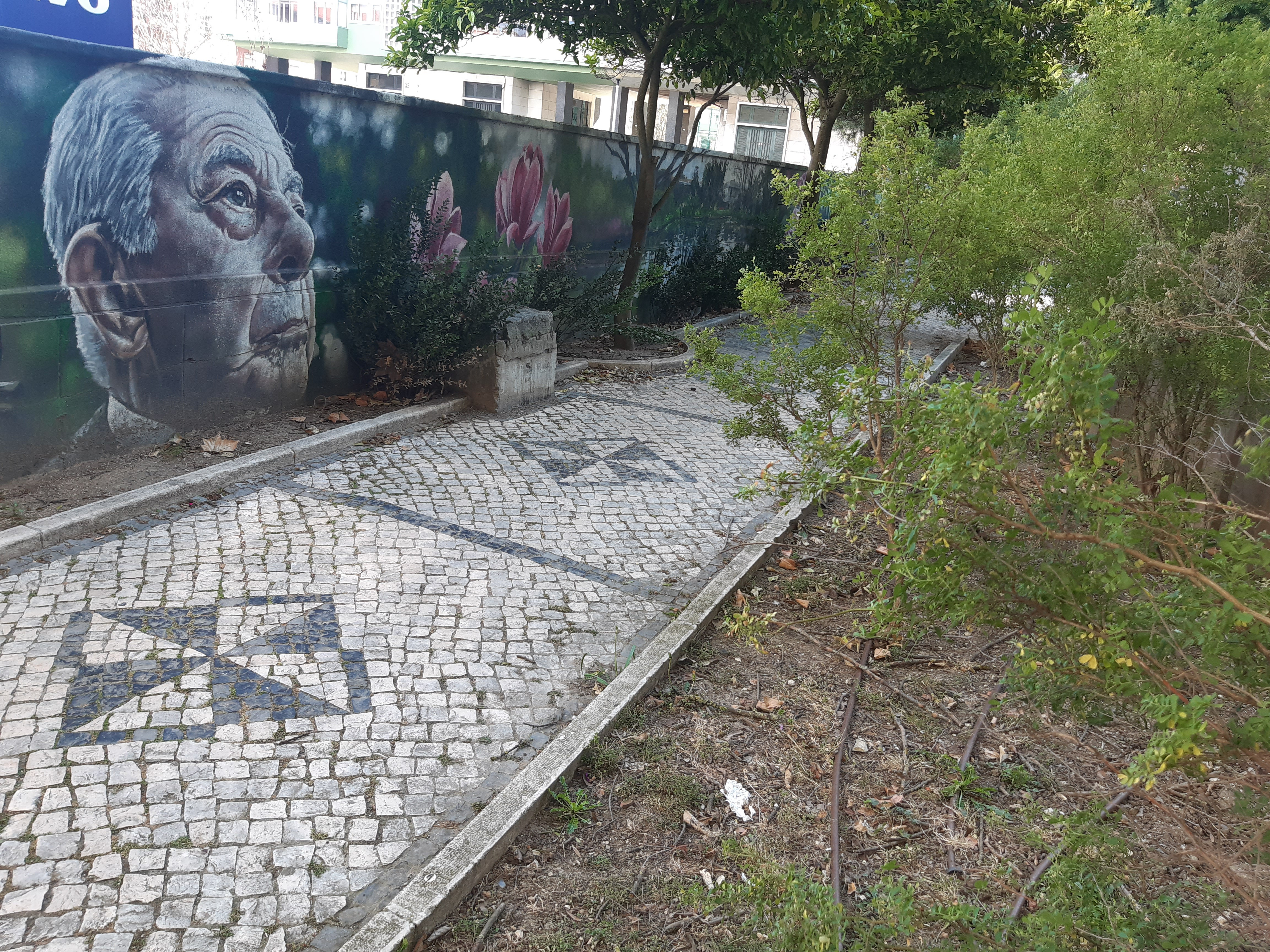
Mural assinado pelo artista urbano Styler, Lisboa, avenida Estados Unidos

Gonçalo Pereira Ribeiro Teles GCC • OSE • GCIH • GCL (Lisboa, 25 de maio de 1922 – Lisboa, 11 de novembro de 2020), conhecido como Gonçalo Ribeiro Telles, foi um arquiteto paisagista, ecologista e político português.
Foi Subsecretário de Estado do Ambiente nos I (Adelino da Palma Carlos), II e III (Vasco Gonçalves) Governos Provisórios e Secretario de Estado da mesma pasta no I Governo Constitucional (minoritário do PS, chefiado por Mario Soares). A seguir, no VII Governo Constitucional (AD, chefiado por Francisco Pinto Balsemão), foi Ministro de Estado e da Qualidade de Vida, de 1981 a 1983.
Criou as zonas protegidas da Reserva Agrícola Nacional, da Reserva Ecológica Nacional e as bases do Plano Diretor Municipal.

## Biografia

#### Percurso académico e profissional
Gonçalo Ribeiro Telles licenciou-se em Engenharia Agrónoma e terminou o Curso Livre de Arquitetura Paisagista, no Instituto Superior de Agronomia da Universidade Técnica de Lisboa (ISA).
Iniciou a sua vida profissional nos serviços da Câmara Municipal de Lisboa, ao mesmo tempo que lecionava no ISA, tornando-se discípulo de Francisco Caldeira Cabral, pioneiro da arquitetura paisagista em Portugal. Com este professor, publicará o livro A Árvore em Portugal, obra de referência sobre as espécies arbóreas existentes no nosso País.
Na Câmara de Lisboa integrou, desde 1951 até 1953, a Repartição de Arborização e Jardinagem, passando em 1955 a arquiteto paisagista do Gabinete de Estudos de Urbanização da CML, dirigido pelo engenheiro Guimarães Lobato, onde permaneceu até 1960.
De 1971 a 1974 dirigiu, igualmente enquanto arquiteto paisagista, o Setor de Planeamento Biofísico e de Espaços Verdes do Fundo de Fomento da Habitação.
O projeto mais marcante da sua carreira é, provavelmente, o jardim da Fundação Calouste Gulbenkian, que assinou com António Viana Barreto e que lhe valeu, ex aequo, o Prémio Valmor de 1975.
Mas, também na capital, merece destaque o conjunto de projetos que concebeu, entre 1998 a 2002, por solicitação da Câmara Municipal, das estruturas verdes principal e secundária da Área Metropolitana de Lisboa, que se encontram hoje em diferentes fases de implementação: o Vale de Alcântara e a Radial de Benfica, o Vale de Chelas, o Parque Periférico, o Corredor Verde de Monsanto e a Integração na Estrutura Verde Principal de Lisboa da Zona Ribeirinha Oriental e Ocidental.
Entre os seus restantes projetos, cabe ainda assinalar o espaço público do Bairro das Estacas, em Alvalade; os jardins da Capela de São Jerónimo, no Restelo; a cobertura vegetal da colina do Castelo de São Jorge; o Jardim Amália Rodrigues, junto ao Parque Eduardo VII, projetado em 1996.
Na qualidade de professor catedrático convidado, lecionou na Universidade de Évora, onde criou na década de 1990 as licenciaturas em Arquitetura Paisagista e em Engenharia Biofísica.
Em abril de 2013 foi galardoado com o Prémio Sir Geoffrey Jellicoe, a mais importante distinção internacional no âmbito da arquitetura paisagista.

#### Atividade política e pública
Gonçalo Ribeiro Telles iniciou a sua intervenção pública como membro da Juventude Agrária e Rural Católica, estrutura juvenil ligada à Acção Católica Portuguesa.
Em 1945, participou na fundação do Centro Nacional de Cultura, da qual é hoje o associado número um, e ainda Presidente da Assembleia Geral, em cujas sessões acentuou a sua oposição ao regime de Salazar.
Com Francisco Sousa Tavares, fundou, em 1957, o Movimento dos Monárquicos Independentes, a que se seguiria o Movimento dos Monárquicos Populares.
Em 1958, manifestou o seu apoio à candidatura presidencial de Humberto Delgado.
Em 1959, encontra-se entre os signatários da Carta a Salazar sobre os serviços de repressão.
Em 1967, aquando das cheias de Lisboa, impôs-se publicamente contra as políticas de urbanização vigentes.
Em 1969, integra a Comissão Eleitoral Monárquica, que se junta às listas da Acção Socialista Portuguesa, de Mário Soares, na coligação Comissão Eleitoral de Unidade Democrática (CEUD), liderada por Soares, para concorrer à Assembleia Nacional. Não seria eleito, tal como os restantes membros das listas da oposição democrática. 
Em 1971, ajudou a fundar o movimento Convergência Monárquica, reunião de três movimentos da resistência monárquica: o Movimento Monárquico Popular, a Liga Popular Monárquica e a Renovação Portuguesa.
Após a Revolução de 25 de Abril de 1974, com Francisco Rolão Preto, Henrique Barrilaro Ruas, João Camossa de Saldanha, Augusto Ferreira do Amaral, Luís Coimbra, entre outros, fundou o Partido Popular Monárquico, a cujo Diretório presidiu. Foi Subsecretário de Estado do Ambiente nos I, II e III Governos Provisórios, e Secretário de Estado da mesma pasta, no I Governo Constitucional, chefiado por Mário Soares.
Em 1979, alia-se a Francisco Sá Carneiro na formação da Aliança Democrática. Nesta coligação foi eleito deputado à Assembleia da República, consecutivamente, nas legislativas de 1979, 1980 e 1983. Entre 1981 e 1983, integra o VIII Governo Constitucional, chefiado por Francisco Pinto Balsemão, como Ministro de Estado e da Qualidade de Vida, assumindo nessa qualidade um papel preponderante no estabelecimento de um regime sobre o uso da terra e o ordenamento do território, ao criar as zonas protegidas da Reserva Agrícola Nacional, da Reserva Ecológica Nacional e as bases do Plano Diretor Municipal.
Enquanto deputado na Assembleia da República teve responsabilidades nas propostas da Lei de Bases do Ambiente, da Lei da Regionalização, da Lei Condicionante da Plantação de Eucaliptos, da Lei dos Baldios, da Lei da Caça, e da Lei do Impacte Ambiental.
Em 1984, após sair do governo, fundou o Movimento Alfacinha, com o qual se apresentou candidato à Câmara Municipal de Lisboa, conseguindo a eleição como vereador. 
Em 1985, o PPM fez um acordo com o Partido Socialista e Ribeiro Telles regressa à Assembleia da República, agora como deputado eleito nas listas do PS.
Abandonou a presidência do PPM em 1988 e o próprio partido em 1992, deixando fortes críticas ao rumo tomado pelo partido, voltado para o passado marcado por uma direita convencional.
Fundaria em 1993 o Movimento Partido da Terra, de que se afastou em 2007.
Em 1997 apoiou a candidatura encabeçada por João Soares a presidente da Câmara Municipal de Lisboa.
Em 2010, integrou a Plataforma Cidadania e Casamento, estrutura que se manifestava publicamente contra o casamento entre pessoas do mesmo sexo, legalizado na altura em Portugal.
Em 2009 e 2013 apoiou a candidatura encabeçada por António Costa nas eleições autárquicas para o Município de Lisboa.
Em 2016, no festival de cinema IndieLisboa, foi apresentado o documentário A Vossa Terra - paisagens de Gonçalo Ribeiro Teles, do realizador João Mário Grilo.
Em 19 de julho de 2019, o partido Nós, Cidadãos! nomeou Gonçalo Ribeiro Telles seu Filiado Honorário n.º 1.

## Condecorações[17]
- A 31 de outubro de 1969, do Presidente Américo Tomás, o grau de Oficial da Antiga, Nobilíssima e Esclarecida Ordem Militar de Sant'Iago da Espada, do Mérito Científico, Literário e Artístico
- A 6 de abril de 1988, do Presidente Mário Soares, a Grã-Cruz da Ordem Militar de Nosso Senhor Jesus Cristo[17]
- A 10 de junho de 1990, do Presidente Mário Soares, a Grã-Cruz da Ordem da Liberdade[17]
- A 25 de maio de 2017, do Presidente Marcelo Rebelo de Sousa, a Grã-Cruz da Ordem do Infante D. Henrique[17]